# Armata Bianca
Armata Bianca (in russo: Белая Армия, Belaja Armija) è il nome che fu dato all'esercito controrivoluzionario russo, formata in parte da sostenitori dello zar, che combatté contro l'Armata Rossa bolscevica, nella guerra civile russa dal 1918 al 1922
.
L'Armata Bianca era sostenuta dal movimento dei Bianchi, e da rappresentanti di molti altri movimenti politici: democratici, cadetti, socialisti riformisti, sostenitori di Aleksandr Kerenskij e altri che si opposero alla Rivoluzione d'ottobre del 1917, restando leali alla Repubblica russa. Aiuti arrivarono anche dalle potenze dell'Intesa, soprattutto Giappone, Regno Unito, Francia, Stati Uniti e Italia che inviarono anche dei corpi di spedizione.

## L'ideologia

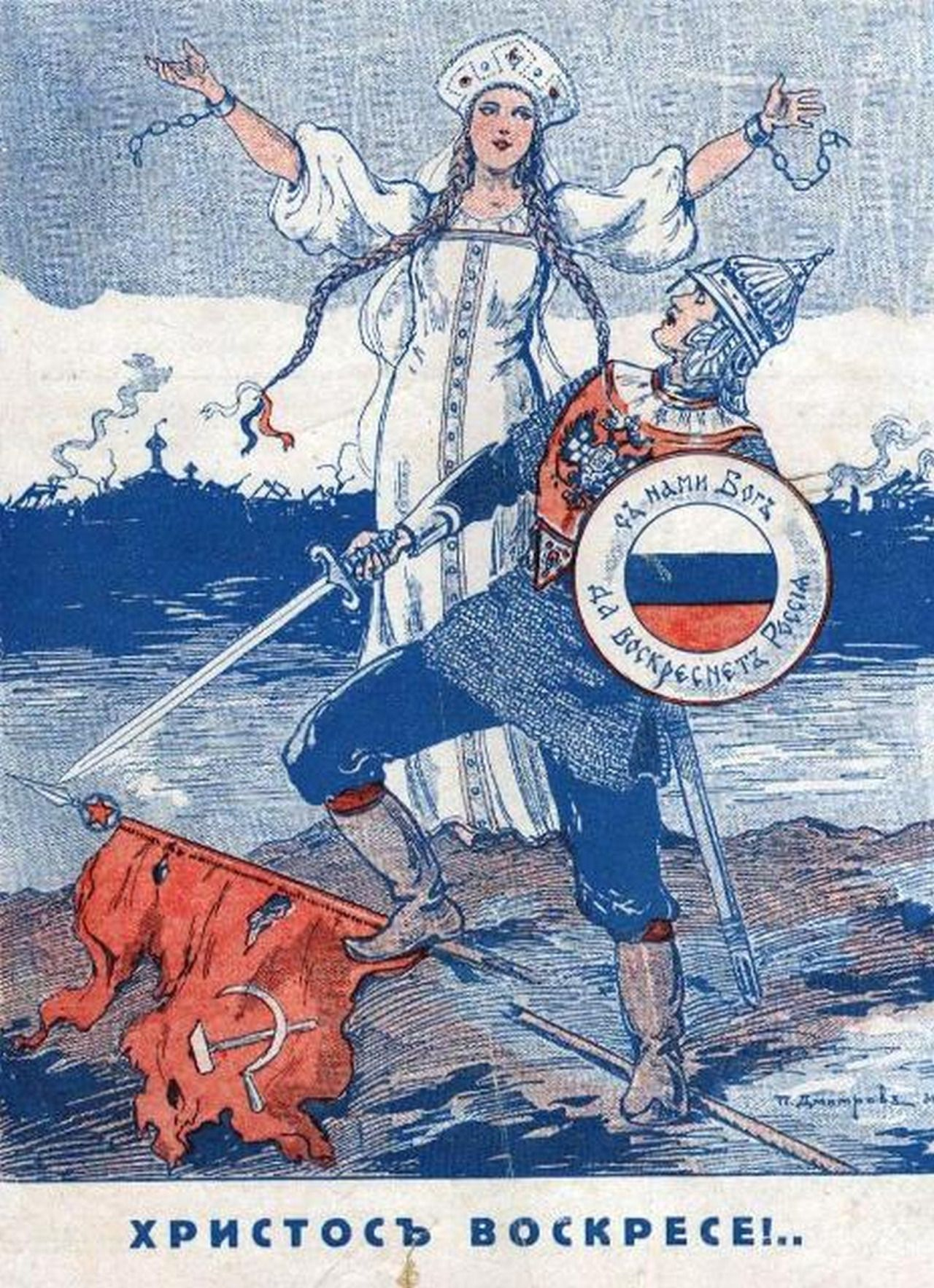
Manifesto di propaganda bianco

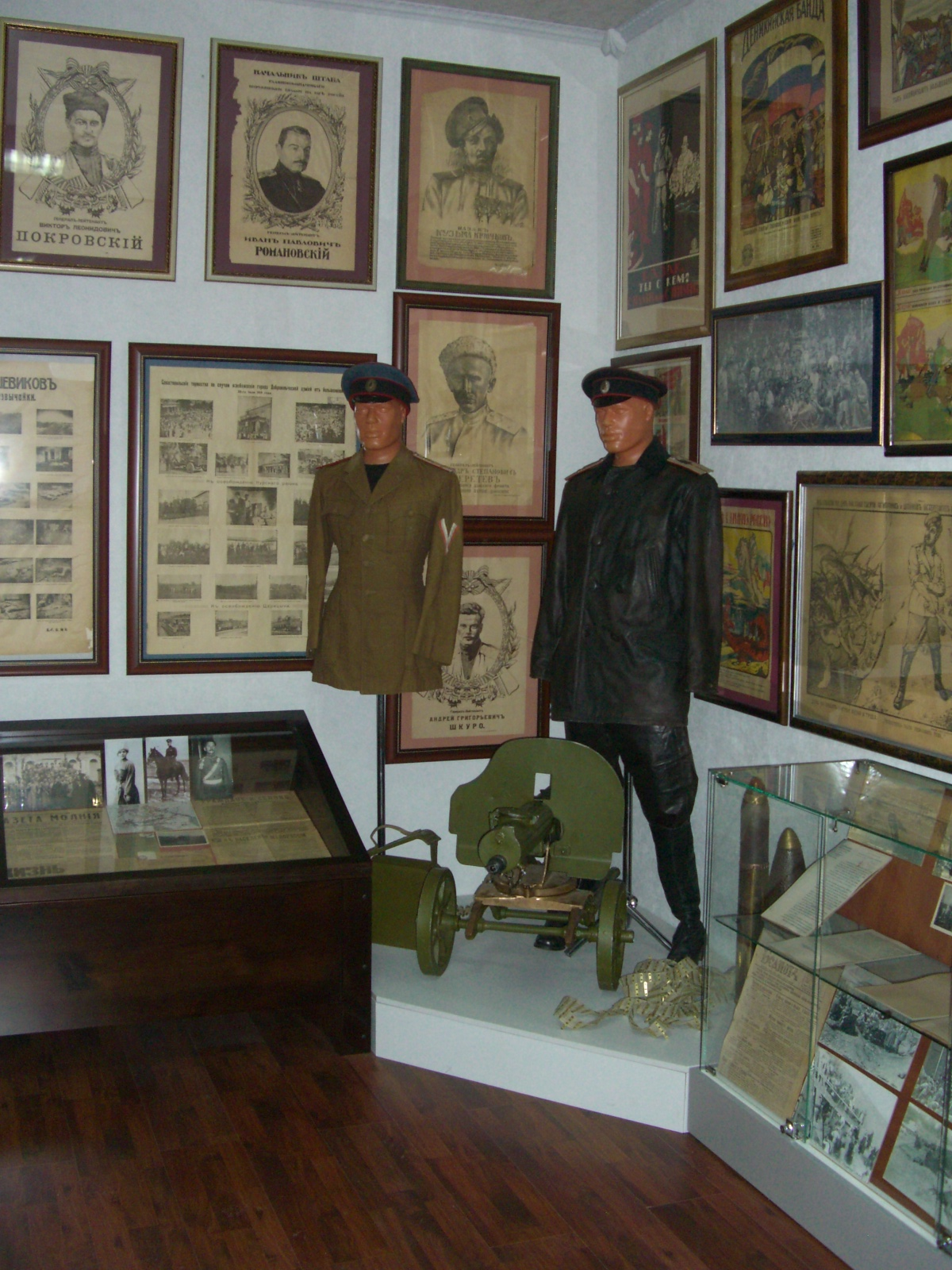
Sala dell'Armata Bianca nel museo antibolscevico di Podol'sk nei pressi di Mosca

La designazione bianca contiene diverse interpretazioni. In primo luogo in contrapposizione al nome dell'Armata Rossa, che combatteva a fianco dei bolscevichi. In secondo luogo perché il colore bianco aveva una profonda associazione con la corona zarista, visto che gli zar erano anche chiamati zar bianchi.
Alcuni dei leader del movimento, in particolare il generale Pëtr Nikolaevič Vrangel', formularono i concetti base che avrebbero dovuto amalgamare questa forza contro-rivoluzionaria, fondati su ideali di matrice tradizionalista e sviluppati all'interno dei gruppi degli esuli dopo la fine della guerra civile da pensatori russi come Ivan Aleksandrovič Il'in, che presentavano molte similarità con le istanze del movimento degli slavofili. Questo insieme dottrinale fu denominato Idea Bianca.
Ben presto gli ideali monarchici dei fautori del vecchio regime ebbero il sopravvento all'interno del movimento a scapito degli ideali repubblicani. Le politiche liberalsocialiste di Aleksandr Kerenskij erano viste come dirette responsabili della Rivoluzione d'ottobre, e non fu accettata da tutti i comandanti la nomina del generalissimo, il granduca Nikolaj Nikolaevič Romanov, a comandante in capo dell'armata.
Solo nell'agosto del 1922 quel che restava dell'Armata Bianca del generale Diterichs costituì lo Zemskij Sobor (Assemblea Parlamentare) dell'oblast' dell'Amur, eleggendo a capo il granduca come Zar di tutta la Russia.

## La composizione
In realtà è improprio parlare di Armata Bianca in senso letterale ma piuttosto di Armate Bianche: non esistette infatti mai una struttura gerarchica ed organizzata a cui attribuire questo nome, ma si trattò di un insieme sparpagliato e a volte disorganizzato in regioni diverse di gruppi anti-bolscevichi, che componevano una sorta di confederazione. Gli ufficiali dell'esercito spesso erano personaggi di fede monarchica, e i suoi combattenti lottavano per una Russia unita, in opposizione al progetto di una confederazione di stati ideata dai bolscevichi.
Il nucleo degli ufficiali di questo esercito, la Guardia Bianca, era costituito da nazionalisti e reazionari provenienti dall'Esercito imperiale russo. I ranghi delle truppe regolari erano composti in gran parte da cosacchi, ma anche da volontari e coscritti di ideali monarchici, provenienti da diverse classi sociali. Vi era la presenza di altri gruppi militari, come l'Armata Verde e la machnovščina, le cui unità talvolta occasionalmente si alleavano temporaneamente e occasionalmente anche con le truppe bolsceviche.

## Storia

### Le attività
Combatté durante la guerra civile russa contro l'Armata Rossa tra il novembre del 1917 e il 1922 con isolate sacche di resistenza lungo il fronte orientale che prolungarono il conflitto fino al 1923.
Ricevette supporto anche da altre forze politiche, quali i democratici, i rivoluzionari socialisti ed altri gruppi politici che si opponevano alle conseguenze della Rivoluzione d'ottobre, nonché da parte degli Imperi centrali, ed anche occasionalmente da altre potenze mondiali, come Giappone, Regno Unito, Italia, Canada, Francia, Stati Uniti d'America, Germania, Cecoslovacchia e Grecia, che operarono soprattutto sui diversi fronti in Ucraina, Siberia e Crimea, non riuscendo mai ad organizzarsi in un esercito unificato, e permettendo così all'Armata Rossa di conseguire la superiorità strategica.

### Gli scenari di guerra principali
- Il fronte meridionale. Le operazioni nella regione del Don, iniziarono il 5 novembre 1917 sotto la guida del generale Michail Alekseev e del generale Lavr Kornilov, e in seguito del generale Anton Denikin. Le forze su questo fronte erano le Forze Armate della Russia Meridionale, e sopportarono la maggior parte delle operazioni militari del conflitto, rappresentando quindi la minaccia più grave per l'Armata Rossa. Inizialmente essa era composta interamente da volontari, in gran parte cosacchi, i primi a opporsi alla salita al potere dei bolscevichi. Nel 1919, dopo il fallimento dell'offensiva su Mosca del generale Denikin, l'armata sotto il suo comando fu costretta alla ritirata. Il generale Vrangel' riorganizzò l'armata in Crimea e istituì un governo provvisorio riconosciuto dalla Francia, dando poi vita a una nuova avanzata che fallì rapidamente quando il leader polacco Józef Piłsudski stipulò una pace separata con i Sovietici, e ritirò la Polonia dal conflitto.
- Il fronte orientale, in Siberia. Vide l'inizio delle operazioni nella primavera del 1918 e inizialmente combattuto da una forza militare clandestina composta da ufficiali dell'esercito e menscevichi. Ebbero il sostegno di entità locali, quali il Governo provvisorio della Siberia, l'Autonomia di Alash e l'Emirato di Bukhara. Il fronte iniziò un'offensiva in concomitanza con le forze cecoslovacche, ma le truppe bianche furono sconfitte dai bolscevichi, che non permisero ai polacchi di abbandonare il suolo russo, sterminandoli. Guidate dall'ammiraglio Aleksandr Kolčak, le truppe bianche ebbero parziali successi all'inizio della campagna, ma furono costrette alla ritirata verso i confini più estremo-orientali, dove mantennero sacche di resistenza fino al 1922.
- Il fronte nord-occidentale. Nella regione del Baltico vennero raccolte truppe anti-bolsceviche al cui comando si pose il generale Bermondt-Avalov. L'armata era formata in prevalenza da tedeschi del Baltico e guerreggiò in funzione dei governatorati baltici filo-tedeschi; la spregiudicatezza e l'avventurismo dei comandanti ne decretò l'insuccesso. Nel 1919 il generale Nikolaj Judenič, disceso dalla Finlandia, riorganizzò l'Armata Bianca nella regione baltica con l'appoggio dei britannici e procedette in ottobre all'offensiva contro Pietrogrado, senza vincerne la resistenza.
- Un piccolo fronte a nord si aprì nel 1919 con il tentativo del generale Evgenij Miller, sostenuto dagli inglesi e a capo di un modesto contingente antirivoluzionario. L'incapacità di dotarsi di sufficiente equipaggiamento bellico costrinse in poco tempo le truppe rimaste all'evacuazione via mare.

## Altre formazioni antibolsceviche

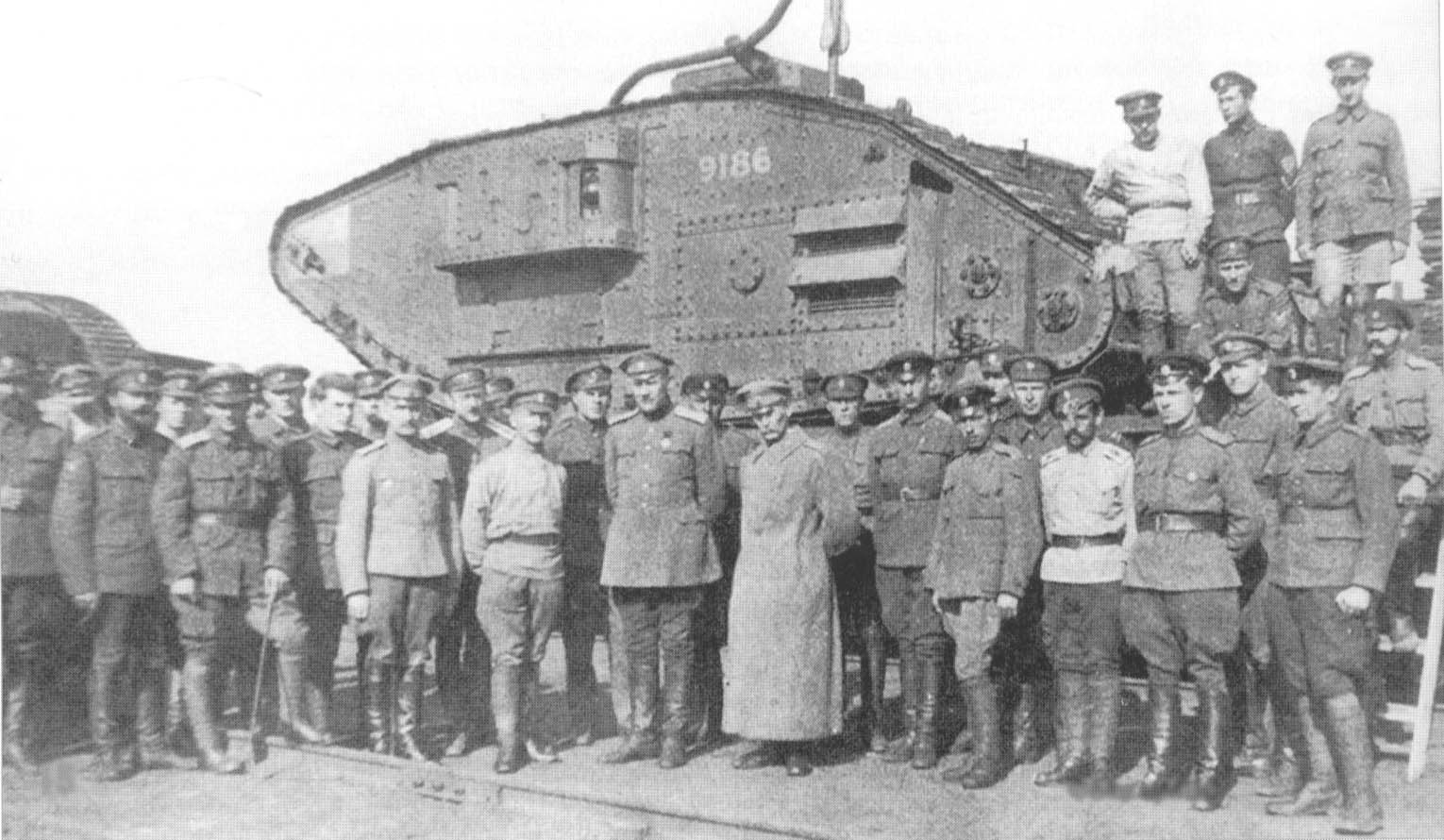
Soldati dell'armata del Don nel 1919 con un carro armato Mark V

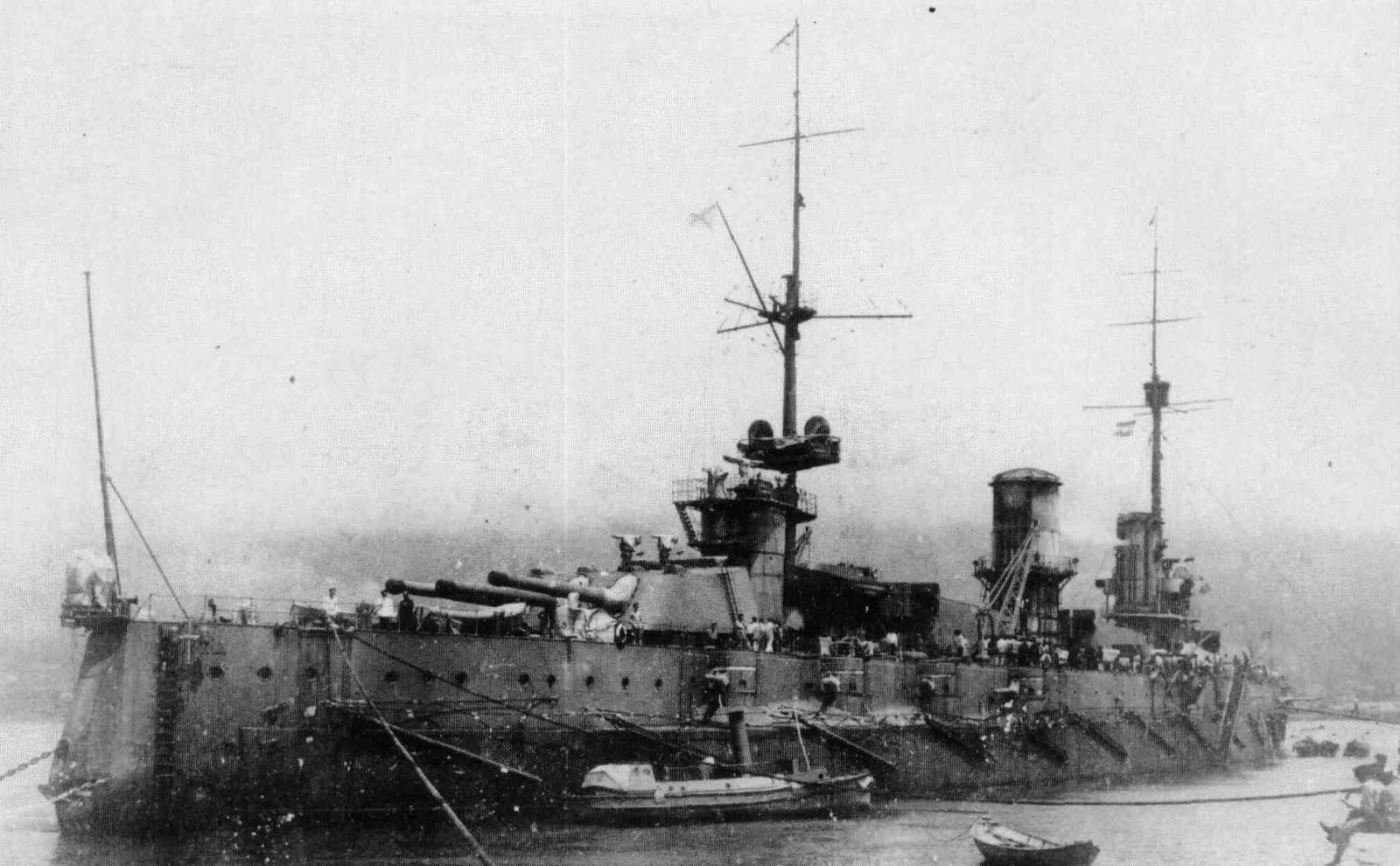
La nave da battaglia Volya della flotta antibolscevica nel 1918

- Armata dei Volontari - prima formazione militare controrivoluzionaria che combatté i bolscevichi. Fu costituita nel meridione della Russia nel novembre 1917 dai generali Michail Alekseev e Lavr Kornilov.
- Armata dei Bermontiani, germanofila, attiva in Samogizia, Curlandia, Livonia ed Estonia al comando di Pavel Rafailovič Bermondt-Avalov
- Squadrone russo o Flotta di Wrangel perché comandata da Pyotr Nikolayevich Wrangel. Fu quella parte della Flotta del Mar Nero della Marina imperiale russa che si schierò con la Repubblica russa e che dal 1920 al 1924 fu confinata nella penisola di Crimea.
- Cosacchi del Kuban - truppe della autoproclamatasi repubblica del Kuban, antibolscevica.
- Armata del Don, esercito della Repubblica del Don, comandato da Konstantin Mamontov.
- Legione cecoslovacca - operò in una vasta area, dalla sponda orientale del Volga fino alla stessa Vladivostok.
- Armata siberiana - esercito del Governo provvisorio della Siberia autonoma.
- Corpi di spedizione alleati - Inviati dall'Intesa, operarono nel nord della Russia e in Siberia.
- Flotta Bianca - le navi si riunirono in due flotte: quella del Mar Nero e quella siberiana

## Principali personalità dell'Armata Bianca
- Michail Vasil'evič Alekseev
- Stanisław Bułak-Bałachowicz
- Pavel Rafailovič Bermondt-Avalov
- Anton Ivanovič Denikin
- Michail Gordeevič Drozdovskij
- Michail Konstantinovič Diterichs
- Aleksandr Il'ič Dutov
- Ivan Aleksandrovič Il'in
- Aleksej Maksimovič Kaledin
- Vladimir Oskarovič Kappel'
- Aleksandr Vasil'evič Kolčak
- Lavr Georgievič Kornilov
- Pëtr Nikolaevič Krasnov
- Aleksandr Pavlovič Kutepov
- Vjačeslav Grigor'evič Naumenko
- Sergej Leonidovič Markov
- Vladimir Zenonovič Maj-Maevskij
- Evgenij Karlovič Miller
- Granduca Nicola
- Viktor Leonidovič Pokrovskij
- Grigorij Michailovič Semënov
- Andrej Grigor'evič Škuro
- Il barone Roman von Ungern-Sternberg
- Ariadna Tyrkova-Williams
- Pëtr Nikolaevič Vrangel'
- Nikolaj Nikolaevič Judenič
- Aleksandr Degai